# Wiktor Michailowitsch Schdanow

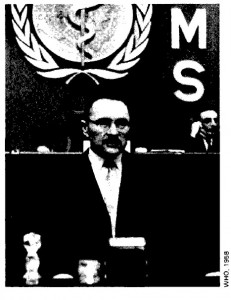
Wiktor Schdanow (1958)

Wiktor Michailowitsch Schdanow (russisch Виктор Михайлович Жданов, wiss. Transliteration Viktor Michajlovič Ždanov; * 1. Februarjul. / 14. Februar 1914greg. in Schtepino (jetzt Swjatohoriwka) Gouvernement Jekaterinoslaw, Russisches Kaiserreich; † 14. Juli 1987 in Moskau, UdSSR)
war ein sowjetischer Epidemiologe und Virologe. Er lieferte bedeutende Arbeiten zu Virosen (beispielsweise der Grippe und der infektiösen Hepatitis) und Molekularbiologie der Viren. Er erhielt den Orden der Oktoberrevolution, zweimal den Leninpreis, den Staatspreis der UdSSR (1983), den Orden des Roten Banners der Arbeit, den Orden des Roten Sterns und den Iwanowskipreis (1969).

## Leben
1936 beendete Schdanow sein Studium an der medizinischen Hochschule Charkiw und machte 1941 seinen Abschluss an der Fakultät für Physik der Staatlichen Universität Leningrad. Von 1936 bis 1946 arbeitete er als Arzt bei den Grenztruppen des Innenministeriums der Sowjetunion. Von 1946 bis 1951 arbeitete er als Laboratoriumsleiter in Charkiw. Dann leitete er das Charkiwe-Institut für Mikrobiologie und Epidemiologie I. I. Metschnikow. 1944 erwarb er die Promotion zum Kandidaten der Heilwissenschaften. Drei Jahre später erwarb er die Promotion zum Doktor der Heilwissenschaften. 1949 wurde Schdanow Professor.
1961 leitete er das Prüf- und Forschungsinstitut für Virologie D. I. Iwanowski. Ab 1956 arbeitete Schdanow als Cheflektor bei der Zeitschrift Probleme der Mikrobiologie. 1958 entwickelte er mit V. I. Vaschkow und M. A. Morozow das Liquidierungsprogramm der Pocken. Es wurde zu Zeiten der 9. Sitzungsperiode der Weltgesundheitsversammlung angeboten. 1955 wurde Schdanow im Kabinett Bulganin stellvertretender Minister für Gesundheit. Als stellvertretender Minister setzte Schdanow durch Lobbying sein Liquidierungsprogramm der Pocken. 1960 wurde er zum Mitglied der Sowjetischen Akademie der Medizinischen Wissenschaften gewählt. Am Lebensende forschte er über das Humane-Immundefizienz-Virus. Diagnosetests wurden für das Syndrom des erworbenen Immundefizits unter Leitung von Schdanow entwickelt.
Schdanow wurde auf dem Moskauer Kunzewoer Friedhof im Juli 1987 begraben.